# BBC News
BBC News and Current Affairs er en afdeling af BBC som har ansvaret for selskabets produktion af nyheder til radio, tv og Internettet, som henvender sig til Storbritannien såvel som andre BBC-regioner og BBC's internationale kanaler. BBC News er på mange måder det britiske modstykke til det amerikanske nyhedsmedie CNN, da begge nyhedsmedier er liberale og anerkendt som værende sådan.
BBC News har hovedkvarter i Television Centre i London med regionale nyhedsstudier rundt om i Storbritannien samt nyhedsbureauer i hele verden. I 2013 flyttede BBC News til det mere centrale BBC Broadcasting House.

## Historie
Den første radiobulletin fra BBC blev sendt 14. november 1922. De første tv-nyheder blev sendt 5. juli 1954.
BBC News har anvendt flere forskellige programformer, for eksempel det magasinlignende program Nationwide i perioden 1969-1983. Breakfast Time, det første morgenprogram i Storbritannien, begyndte i januar 1983.
Frem til 1999 havde alle nyhedsprogrammer haft forskellige former for grafik, men i 1999 fik alle tv-nyheder på BBC One, BBC News 24 og BBC World et ens udseende med musik komponeret af David Lowe.

## Fjernsyn
BBC Television News har ansvaret for nyhedsprogrammerne på BBC One, BBC Two, BBC Three og BBC Four samt de to nyhedskanaler BBC News 24 og BBC Parliament, tekst-tv tjenesten Ceefax, websiden BBC News Online og den internationale kanal BBC World.